# Stelis atroviolacea
Stelis atroviolacea är en orkidéart som beskrevs av Heinrich Gustav Reichenbach. Stelis atroviolacea ingår i släktet Stelis och familjen orkidéer. Inga underarter finns listade i Catalogue of Life.